# Timsah Arena
Die Timsah Arena (deutsch Krokodil-Arena, Sponsorenname Bitci Timsah Park) ist ein Fußballstadion in der viertgrößten türkischen Stadt Bursa. Der Fußballclub Bursaspor nutzt die Arena mit 43.331 Sitzplätzen als Heimspielstätte. Sie ersetzte das Bursa Atatürk Stadı aus dem Jahr 1979 mit 25.456 Plätzen. Der Bau entstand rund fünf Kilometer nordwestlich vom Stadtzentrum. In der Nähe liegt die U-Bahn-Station Acemler der BursaRay. Die Arena erfüllt die Auflagen der UEFA und ist in die Stadionkategorie 4 eingestuft.

## Geschichte

### Das Stadion
Im Hinblick auf die Bewerbung der Türkei für die Fußball-Europameisterschaft 2016 plante die Industriestadt Bursa den Neubau eines Stadions. Hinzu kam der Gewinn der ersten türkischen Fußballmeisterschaft durch Bursaspor in der Süper-Lig-Saison 2009/10. Für die Spiele der UEFA Champions League 2010/11 musste das alte Bursa Atatürk Stadı den hohen Anforderungen der UEFA angepasst und renoviert werden. Im Mai 2010 scheiterte die Türkei knapp bei der Wahl für den Austragungsort der Fußball-EM 2016 an Frankreich.
Bursa führte trotz alledem die Stadionplanungen fort. Aus elf Vorschlägen wurde letztendlich der Entwurf von Hasan Sözüneri vcm Architekturbüro Sözüneri Mimarlik ausgewählt. Bursa war mit dem neuen Stadion ein vorgesehener Austragungsort in der Bewerbung der Türkei für die Fußball-Europameisterschaft 2020. Dies änderte sich, nachdem die Entscheidung im Dezember 2012 fiel, dass die Euro 2020 in ganz Europa ausgetragen wird und die Türkei zunächst mit dem Istanbuler Atatürk-Olympiastadion ins Rennen um die Plätze ging.
Nach den Plänen von Sözüneri wird das Stadion die Form eines Krokodils erhalten. An der Nordseite wird ein überdimensionaler Krokodilkopf mit beleuchteten Augen das Stadion zieren. In den Kopf wird eine verglaste Aussichtsplattform integriert. Im hinteren Teil schließen sich eine Cafeteria und Restaurants sowie ein Vereinsmuseum an. Diese sollen nicht nur an den Spieltagen geöffnet sein. Das Stadiondesign geht auf den Spitznamen der Mannschaft von Bursaspor zurück, die die Bezeichnung Yeşil Timsahlar (deutsch Grüne Krokodile) trägt. Die Haupttribüne und die Gegengerade sind doppelstöckig angelegt. Der Hauptrang besitzt eine angedeutete dritte Etage. Die beiden Hintertortribünen bestehen jeweils aus einem durchgehenden Tribünenrang. 
Die Timsah Arena wird in den Vereinsfarben von Bursaspor (grün-weiß) gehalten sein und eine Länge von 256 Meter (ohne Krokodilkopf) und eine Breite von 216 Meter haben. Im Stadion sind 70 Logen verschiedener Größe (28 bis 188 m2) vorgesehen. Diese werden sich in zwei Etagen über den Zuschauerplätzen unter dem Dach befinden. Die Logen werden auch als Büroräume genutzt und sind über Aufzüge mit personalisierter Magnetstreifenkarte zugänglich. Für rollstuhlfahrende Besucher werden 207 spezielle Plätze eingerichtet. Die Besucher kommen durch 60 Drehkreuzanlagen und 84 Eingänge in das Stadion. Im Stadionuntergrund sollen 641 PKW-Parkplätze und zwei Busstellplätze entstehen. Um das Stadion werden weitere 1.557 Autostellplätze und 256 Plätze für Busse bereitgestellt.
Die grüne Außenhülle führt in einer Wellenform an den Seiten des Stadions entlang und besteht aus einer PTFE-Membran, die über einen Stahlrohrrahmen, aufliegend auf einer Druckringkonstruktion, gespannt wird. Für die Oberseite des Ringseildaches wird eine transluzente, weiße Membran verwendet. Die Dachkonstruktion aus Stahl hat ein Gewicht von ca. 7.000 Tonnen und überspannt eine Fläche von 80.000 m2. Der strukturelle Entwurf und die Tragwerksplanung des Daches ist eine Arbeit vom Stuttgarter Ingenieurbüro schlaich bergermann und partner. Bei dem Stadionbau musste auch die Tatsache berücksichtigt werden, dass Bursa in einem seismisch aktiven Gebiet liegt. Dem wurde Rechnung getragen, indem man die Dachkonstruktion nicht direkt auf den Betonkörper des Stadions auflegt. Es werden Gleitpendellager auf konkaven Gleitplatten eingesetzt. Sie sollen das Fortsetzen der Erschütterungen eines Erdbebens vom Stadionkörper auf die Dachkonstruktion verhindern.
Im Mai 2014 wurde bekanntgeben, dass die Timsah Arena einen Namenssponsoren bekommen wird. Der bei den Fans beliebte Name Timsah Arena wird aber erhalten bleiben und der Sponsorenname vorangesetzt.

### Der Bau
Am 1. Juni 2011 starteten die Bauarbeiten mit dem ersten Spatenstich durch Recep Tayyip Erdoğan, dem damaligen Ministerpräsident der Türkei und sollten bis Ende des Jahres 2012 beendet sein. Die Arbeiten gingen planmäßig voran, bis Mitte 2012 waren die Fundamentarbeiten und große Teile der Betonarbeiten am schüsselartigen Stadionkörper, der aus acht massiven Blöcken besteht, abgeschlossen. Danach verlangsamte sich die Errichtung der Arena deutlich.
Nach monatelangem Stillstand konnte Ende Juni 2014 das Ringseildach an seinen Platz gehoben werden. Anfang Oktober 2014 wurden die ersten Teile der weißen Membran gespannt und erste Stadionsitze wurden installiert. Gleichzeitig besuchte Bürgermeister Recep Altepe die Stadionbaustelle. Am 7. Januar 2015 war Altepe erneut zu einer Begutachtung an der Stadionbaustelle. Auf dem Unterrang der Osttribüne wurden einige hundert weiße Kunststoffsitze montiert. Sie sollen einmal den Hintergrund für den grünen Schriftzug BURSA bilden. An anderen Stellen auf den Rängen werden weiße und grüne Sitze in Wellenform angeordnet. 
Mit dem Aufziehen der grünen Dachmembran wird gewartet, bis die Temperaturen wieder höher und stabiler sind. Recep Altepe gab bei seinem Besuch an, dass das Stadion, trotz erheblicher Verzögerungen, im Juni 2015 zum Finale des türkischen Fußballpokals 2015 am 3. Juni fertig werden solle. Bursaspor würde dann zum Start der Süper Lig 2015/16 den Spielbetrieb in der neuen Heimstätte aufnehmen. Es ist fraglich, ob der Termin im Juni zu halten ist, angesichts der noch zu erledigenden Bauarbeiten.
Am 1. Februar 2015 gegen sechs Uhr morgens stürzte, durch starken Südostwind, ein Baukran auf die benachbarte Autobahn. Ein Taxifahrer konnte die Kollision nicht mehr verhindern. Er und sein Fahrgast wurden schwer verletzt in ein Krankenhaus eingeliefert, wo der 28-jährige Fahrer seinen Verletzungen erlag.
Anfang April 2015 konnten die ersten Teile der grünen Dachhaut über die Stahlkonstruktion gespannt werden.

### Die Eröffnung
Am 21. Dezember 2015 fand die Eröffnung der noch im Bau befindlichen Arena statt. So warteten unter anderem der Krokodilkopf an der Nordseite und Teile der Membranbespannung der Außenfassade auf ihre Endmontage. Die Baukosten des Stadions belaufen sich auf 230 Millionen TL (rund 72 Mio. €). Vor etwa 44.000 Besuchern eröffnete Staatspräsident Recep Tayyip Erdoğan mit seiner Frau Emine Erdoğan mit dem Durchschneiden des Bandes und führte symbolisch den Anstoß aus. In der ersten Partie traf eine Mannschaft aus der Provinz Bursa gegen eine türkische Präsidenten-Auswahl an. Viele Fans von Bursaspor blieben der Eröffnung fern, da sie es eher als politische Veranstaltung für Erdoğan, ohne die Mannschaft von Bursaspor, ansahen. Die Mehrheit der Besucher verließ noch während der Partie das Stadion.
Mehr als zwei Jahre nach der Einweihung sind im Mai 2018 alle Arbeiten am Stadion abgeschlossen. Die Baukosten beliefen sich für das Gesamtprojekt auf rund 80 Mio. Euro.